# تشارلز بيل (رسام)
تشارلز بيل (بالإنجليزية: Charles Bell)‏ هو رسام أمريكي، ولد في 11 يونيو 1935 في تلسا في الولايات المتحدة، وتوفي في 1 أبريل 1995 في نيويورك في الولايات المتحدة.